# أوليفير سورغ
أوليفير سورغ (بالألمانية: Oliver Sorg) (29 مايو 1990 ألمانيا - ) هو لاعب كرة قدم ألماني، يلعب كمدافع.

## مسيرته الكروية
لعب أوليفير سورغ خلال مسيرته الاحترافية مع 4 أندية في اثنا عشر موسمًا وسجل خلالها 4 أهداف ضمن 284 مباراة. ولم يفز بأي موسم بالكأس أو بالدوري.
خاض أوليفير سورغ مسيرته مع SC Freiburg II ‏ في موسم 2009–10 واستمر معه طيلة ثلاثة مواسم، مشاركًا في 67 مباراة سجل خلالها هدفًا واحدًا. ثم انتقل إلى نادي فرايبورغ في موسم 2011–12 ليلعب معه أربعة مواسم، حيث شارك في 105 مباراة سجل خلالها 3 أهداف. لينتقل بعدها إلى نادي هانوفر 96 في موسم 2015–16 ليلعب معه أربعة مواسم، مشاركًا في 87 مباراة ولم يسجل أي هدف. ثم انتقل إلى نادي نورنبرغ في موسم 2019–20 لمدة موسم واحد، مشاركًا في 25 مباراة ولم يسجل أي هدف أيضًا.

## روابط خارجية
- أوليفير سورغ على موقع الاتحاد الأوربي (الإنجليزية)
- أوليفير سورغ على موقع قاعدة بيانات كرة القدم.إي يو (الإنجليزية)
- أوليفير سورغ على موقع بيانات كرة القدم. دي إي (الألمانية)
- أوليفير سورغ على موقع ناشيونال فوتبول تيمز (الإنجليزية)
- أوليفير سورغ على موقع Soccerway.com (الإنجليزية)
- أوليفير سورغ على موقع عالم كرة القدم.نت (الإنجليزية)
- أوليفير سورغ على موقع AS.com (الإسبانية)